# Lucia Migliaccio
Lucia Migliaccio, hertogin van Floridia (Syracuse, Sicilië, 19 juli 1770 - Napels, 26 april 1826), was de tweede vrouw van koning Ferdinand I der Beide Siciliën. Hun huwelijk was een morganatisch huwelijk en Lucia kreeg nooit de titel koningin, echter wel de titel koninklijke gemalin.

## Oorsprong
Ze was een dochter van Vincent Migliaccio en Doreta Borgia. Haar moeder was geboren in Spanje.

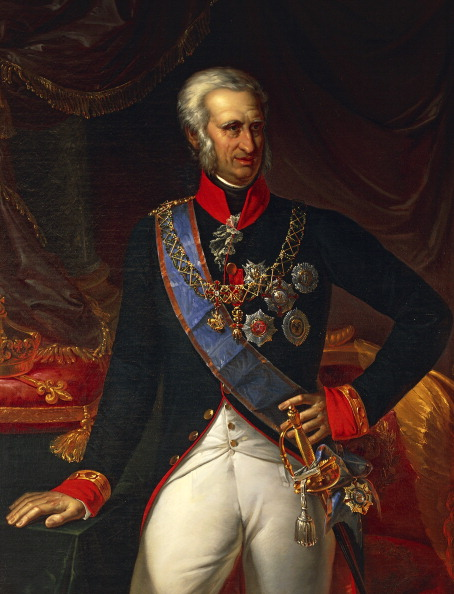
Lucia's tweede man, koning Ferdinand

## Huwelijken
Haar eerste huwelijk was met Benedictus Grifero, prins van Partanna.
Op 27 november 1814 trad Lucia in de stad Palermo in het huwelijk met Ferdinand III van Sicilië. De bruid was vierenveertig jaar en de bruidegom was al drieënzestig. Zijn eerste vrouw, koningin Maria Carolina van Oostenrijk was op 8 september van datzelfde jaar overleden.
Ferdinand had zijn eerste vrouw, Maria Carolina van Oostenrijk verloren op 8 september van datzelfde jaar. Hij had in dat jaar bijna volledig zijn macht afgestaan aan zijn oudste zoon uit zijn eerste huwelijk, prins Frans, door hem te benoemen als regent en de meeste beslissing naar hem af te vaardigen. Terwijl Maria Carolina grote invloed had op Ferdinand en zeker de touwtjes in handen had tijdens Ferdinands regering over Napels en Sicilië tot aan 1812, had Lucia beperkte invloed.
Ferdinand besteeg de troon van het koninkrijk Napels dankzij zijn winst in Slag bij Tolentino op 3 mei 1815; hij verdreef toen zijn rivaal, de napoleontische koning Joachim I. Op 8 december 1816 voegde hij de twee koninkrijken, Napels en Sicilië, tot een staat en besteeg hij de troon van het Koninkrijk der Beide Siciliën. Zijn zoon Frans was nog steeds regent en zijn tweede vrouw, Lucia, nog steeds zijn koninklijke gemalin. Ferdinand liet speciaal voor haar de Villa Floridiana bouwen in Napels. Hij gaf haar de titel van hertogin van Floridiana.
Ferdinand bleef koning tot zijn dood op 4 januari 1825. Lucia overleefde hem een jaar en drie maanden. Er werden uit dit huwelijk geen kinderen geboren.

## Park
Naar haar vernoemde Ferdinand het Parco della Favorita in Palermo, dat tijdelijk de koninklijke residentie was wanneer de Fransen Napels bezet hielden.